# Forrest Goodluck
Forrest Goodluck (nascido em 6 de agosto de 1998) é um ator nativo americano. Ele é mais conhecido por interpretar o filho de Hugh Glass, Hawk, no filme The Revenant de 2015, seu papel coadjuvante como Adam Red Eagle, um adolescente de dois-espíritos enviado para um campo de terapia de conversão, no filme anglo-americano de 2018 The Miseducation of Cameron Post, e por interpretar o ecoterrorista Michael no filme de 2022 How to Blow Up a Pipeline.

## Juventude
Nativo americano, Goodluck nasceu em Albuquerque, Novo México. Seu pai, Kevin, é Navajo. A ascendência de sua mãe Laurie inclui Hidatsa, Mandan, Navajo e Tsimshian.

## Carreira
A primeira experiência de atuação de Goodluck foi durante uma produção da sexta série de A Charlie Brown Christmas em sua escola primária: mais tarde, ele atuou em produções teatrais e teatrais no ensino fundamental e médio. Aos 13 anos, ele fez o teste para o filme do diretor nativo americano Chris Eyre, Man Called Buffalo, que nunca chegou à produção, mas permitiu que ele se relacionasse com futuros diretores de elenco.
Goodluck fez o teste para o papel de Hawk no filme The Revenant de 2015 quando tinha 15 anos. The Revenant foi seu primeiro papel no cinema. Goodluck ganhou Melhor Performance em Longa-Metragem - Jovem Ator Coadjuvante (14–21) no 37º Young Artist Awards por seu papel como Hawk.
Em fevereiro de 2016, ele foi escalado para aparecer em um piloto do drama Hulu Citizen como Guero, um "formado das ruas que atua como líder carismático e bipolar de um grupo chamado 'Baby Narcos". Em 2016, foi anunciado que Goodluck estrelaria ao lado de Chloë Grace Moretz e Sasha Lane em The Miseducation of Cameron Post. Ele estrelou como Saul Indian Horse no drama Indian Horse de 2017 sobre a história sombria dos internatos canadenses e do povo aborígine.
Em 2023, ele interpretou o especialista em explosivos autodidata Michael no thriller ecológico de Daniel Goldhaber, How to Blow Up a Pipeline. Uma sequência chave do filme foi filmada na reserva onde morava a família do ator, afetada pela perfuração de petróleo.

## Filmografia

### Cinema
| Ano  | Título                           | Personagem         | Notas              |
| ---- | -------------------------------- | ------------------ | ------------------ |
| 2015 | The Revenant                     | Hawk               |                    |
| 2016 | Ink                              | Destin             | Curta-metragem     |
| 2017 | Indian Horse                     | Saul aos 15 anos   |                    |
| 2018 | The Miseducation of Cameron Post | Adam Red Eagle     |                    |
| 2018 | Mud                              | Joseph             | Curta-metragem     |
| 2019 | Blood Quantum                    | Joseph             |                    |
| 2020 | I Used to Go Here                | Animal Springstine |                    |
| 2021 | Cherry                           | James Lightfoot    |                    |
| 2022 | How to Blow Up a Pipeline        | Michael            | Produtor executivo |
| 2023 | Pet Sematary: Bloodlines         | Manny              |                    |

### Televisão
| Ano  | Título                               | Personagem           | Notas                              |
| ---- | ------------------------------------ | -------------------- | ---------------------------------- |
| 2018 | Designated Survivor                  | Candidato Wesleyano  | Episódio: "Original Sin"           |
| 2020 | The Liberator                        | Private Cloudfeather | Episódio: “Why We Fight”           |
| 2021 | The Republic of Sarah                | Tyler                | Papel principal                    |
| 2022 | The English                          | White Moon           | Episódio: "Cherished"              |
| 2023 | The Proud Family: Louder and Prouder | Tyee (voz)           | Episódio: "Old Towne Road: Part 2" |
| ASA  | Lawmen: Bass Reeves                  | Billy Crow           | Próxima série                      |

### Videogames
| Ano  | Título      | Personagem                   | Notas |
| ---- | ----------- | ---------------------------- | ----- |
| 2020 | Tell Me Why | Michael Abila / Oficial Holt |       |

## Prêmios e indicações
| Ano  | Associações         | Categoria                                                                     | Nomeações    | Resultado |
| ---- | ------------------- | ----------------------------------------------------------------------------- | ------------ | --------- |
| 2016 | Young Artist Awards | Melhor desempenho em longa-metragem (jovem ator coadjuvante, de 14 a 21 anos) | The Revenant | Venceu    |